# Jozef Filsers Briefwexel
Jozef Filsers Briefwexel ist ein humorvoll-satirisches Buch von Ludwig Thoma, das erstmals 1912 erschien. 
Thoma beschreibt darin die Erfahrungen des fiktiven bayerischen Landtagsabgeordneten Josef Filser, der seine Erlebnisse und politischen Kommentare von München aus in Briefform an seine Frau Mari und verschiedene Freunde und Kollegen verschickt. Die Briefe sind in unbeholfenem Bairisch geschrieben, was selbst den bairisch verstehenden Leser vor eine besondere Herausforderung stellt. Beispielsweise ist in einem Brief von einem „Baglmaite“ die Rede, womit Filser ein „Packl (Päckchen) Mai-Tee“ meint.
Die politisch-satirischen Briefe Josef Filsers wurden ursprünglich in der Münchener Wochenschrift Simplicissimus veröffentlicht und erst danach als Buch herausgebracht.
Bereits 1909 erschien unter dem Titel Briefwechsel eines bayrischen Landtagsabgeordneten ein Buch von Thoma, das Briefe von Jozef Filser enthält. 1910 machte Ludwig Thoma seinen Josef Filser ferner zur Hauptfigur des Einakters Erster Klasse.
In den 1970er und 1980er Jahren veröffentlichte die Süddeutsche Zeitung Kommentare zu kommunal- und landespolitischen Themen im Jozef-Filser-Stil. In humoristischer Absicht wurden dort außerdem entsprechende Briefe in scheinbar ‚englischer‘ Sprache veröffentlicht, die dadurch charakterisiert waren, dass deutsche Redewendungen unmittelbar in englischen Worten wiedergegeben (etwa „nothing goes over jogging“) und häufig die englischen Vokabeln in deutscher Satzstellung angeordnet wurden.
„Filserbrief“ wurde sprichwörtlich für Schriftstücke mit groben Schreib- und Stilfehlern sowie die damit verbundenen Verständnisschwierigkeiten.